# Glaucina cilla
Glaucina cilla là một loài bướm đêm trong họ Geometridae.